# Staré Město, Bruntál
Staré Město là một làng thuộc huyện Bruntál, vùng Moravskoslezský, Cộng hòa Séc.